# Đường sắt cao tốc Kuala Lumpur–Singapore
Dự án Đường sắt cao tốc Kuala Lumpur–Singapore (tiếng Anh: Kuala Lumpur-Singapore High Speed Rail, viết tắt: HSR; tiếng Mã Lai: Kereta Api Berkelajuan Tinggi Kuala Lumpur–Singapura) được Thủ tướng Malaysia Najib Razak công bố vào tháng 09 năm 2010, nối Kuala Lumpur và Johor Bahru với Singapore. Ngày 19 tháng 02 năm 2013, tại cuộc họp giữa Thủ tướng Singapore Lý Hiển Long và Thủ tướng Malaysia Najib Razak ở Singapore, hai nước chính thức đồng ý xây dựng một đường tàu cao tốc để nối Kuala Lumpur với Singapore và dự kiến hoàn thành trước năm 2020.
Dự án này được dự kiến khởi công vào quý ba năm 2015. Tuy nhiên, Ủy ban Giao thông Công cộng Đường bộ Malaysia (tiếng Mã Lai: Suruhanjaya Pengangkutan Awam Darat, viết tắt: SPAD) điều chỉnh một số điểm làm cho thời điểm triển khai của dự án lùi đến 2017, và sẽ hoàn thành vào năm 2026.

## Lịch sử
Từ cuối những năm 1990, dự án về một đường sắt cao tốc để nối Kuala Lumpur với Singapore đã được đề xuất, tuy nhiên vật giá đắt đỏ khi đó khiến cho dự án án này bị hoãn lại. Năm 2006, YTL Corporation, đơn vị vận hành tuyến Express Rail Link ở Kuala Lumpur đã khơi lại dự án này với tốc độ đề xuất cho đoàn tàu mới là 250 km/h (155 mph). Đoàn tàu được kỳ vọng sẽ rút ngắn thời gian đi lại giữa 2 thành phố xuống còn 99 phút, so với 4-5 tiếng bằng đường bộ, 7 tiếng bằng đường sắt thông thường, hoặc 3 tiếng bằng đường hàng không (bao gồm cả thời gian di chuyển đến và rời sân bay, check-in, di chuyển lên máy bay và các thủ tục hàng không khác). Năm 2008, Chính phủ Malaysia lại đình dự án vì chi phí xây dựng cao lên tới 8 tỉ RM.
Tới năm 2010, dự án này được nhấn mạnh là mang tầm ảnh hưởng quan trọng trong số 131 dự án điểm trong lộ trình Chương trình Cải tổ Kinh tế của Chính phủ Malaysia nhằm phát triển các hoạt động kinh tế hiện thời có tính đồng bộ lớn hơn. Nhiều nghiên cứu về tính khả thi và chi tiết tổng quan của đề án đã được thực hiện vào tháng 12 năm 2010 và tháng 01 năm 2011.
Nhiều nguồn tin cho rằng chính quyền Malaysia đã nhận tài trợ từ phía Trung Quốc cho tuyến đường cao tốc này nhân chuyến viếng thăm của Chủ tịch Trung Quốc Hồ Cẩm Đào tới Kuala Lumpur tháng 06 năm 2011.
Trong buổi họp ngày 19 tháng 02 năm 2013, Thủ tướng Malaysia và Thủ tướng Singapore đã đi đến đồng thuận trong việc thực hiện dự án. Một ủy ban chuyên trách được lập ra để xem xét về 'chi tiết và phương thức' cho dự án.
Hai phía Singapore và Malaysia đưa ra thông báo rằng đề xuất đường sắt cao tốc sẽ được chốt lại vào cuối năm 2014 và việc xây dựng sẽ kết thúc trong năm 2020.
Tuyến trên địa phận Singapore sẽ được Cục Giao thông Đường bộ (Land Transport Authority, LTA) xem xét trong kế hoạch ngân sách năm 2014. Trong cuộc họp tái xét giữa các lãnh đạo ngày 07 tháng 04 năm 2014, điểm đến phía Singapore có thể là Tây Tuas, Đông Jurong hoặc khu Downtown Core. Vào ngày 06 tháng 02 năm 2015, Ủy ban liên bộ Malaysia-Singapore về Iskandar Malaysia ra thông cáo báo chí rằng phía Singapore đã lựa chọn Đông Jurong là nơi xây dựng ga cuối của tuyến đường sắt cao tốc. Tuy vậy, nhà ga này không phải điểm dừng của tuyến MRT tại Đông Jurong.
Cả Nhật Bản và Hàn Quốc đều bày tỏ quan tâm tới dự án này.
Cũng vậy, trong chuyến viếng thăm cấp nhà nước của tổng thống Singapore tới Pháp, Bộ trưởng Bộ giao thông Singapore Lữ Đức Diệu (吕德耀, Lui Tuck Yew) tiết lộ với báo giới rằng nhiều công ty Pháp tỏ vẻ hứng thú tham gia dự án.
Ngày 07 tháng 10 năm 2015, Cục Giao thông Đường bộ Singapore(LTA) và Ủy ban Giao thông Công cộng Đường bộ Malaysia (SPAD) ra thông báo chung về việc bắt đầu triển khai phương thức nhạy cảm thị trường (market sensing exercise) cho dự án Đường sắt cao tốc Kuala Lumpur–Singapore.
Trong lễ ký kết ngày 19 tháng 07 năm 2016, Singapore và Malaysia cùng nhau ký Biên bản ghi nhớ tại tư dinh của Thủ tướng Malaysia Najib Razak ở Putrajaya, với sự chứng kiến của người đồng cấp Singapore, Thủ tướng Lý Hiển Long. Biên bản ghi nhớ này được ký bởi Bộ trưởng Bộ giao thông kiêm Bộ trưởng Bộ cơ sở hạ tầng Singapore Hứa Văn Viễn (许文远, Khaw Boon Wan) và Bộ trưởng - Chủ nhiệm văn phòng Thủ tướng Malaysia Abdul Rahman Dahlan.
Thỏa thuận ràng buộc pháp lý song phương được Bộ trưởng Bộ giao thông kiêm Bộ trưởng Bộ cơ sở hạ tầng Singapore Hứa Văn Viễn và Bộ trưởng - Chủ nhiệm văn phòng Thủ tướng Malaysia Abdul Rahman Dahlan, với sự chứng kiến của Thủ tướng Lý Hiển Long và đồng nhiệm Malaysia, Najib Razak tại cuộc họp tái xét giữa các lãnh đạo tại Putrajaya, Malaysia ngày 13 tháng 12 năm 2016. Cuộc họp này vạch ra chi tiết về tuyến trên cầu cao 25 mét gần Malaysia-Singapore Second Link và 3 dịch vụ được vận hành bởi 2 đơn vị. Cũng tại cuộc họp này, các nhà lãnh đạo cũng đồng ý chi tiết thông số kỹ thuật cho tuyến Hệ thống Chuyển vận nhanh Johor Bahru–Singapore (Johor Bahru-Singapore Rapid Transit System, viết tắt: RTS), kết nối Tuyến MRT Bờ Đông-Thomson (Thomson-East Coast MRT Line, TEL) tới Johor Baru qua cầu cao tốc khác gần Đường trên cao Johor–Singapore. Tuyến này sử dụng hệ thống đường sắt và tàu tương tự như tuyến TEL.

## Chi tiết kế hoạch
Đường sắt cao tốc Kuala Lumpur-Singapore có độ dài toàn tuyến là 350 km với thời gian hoàn thành tuyến là 90 phút. Chi phí xây dựng là 43 tỉ ringgit. Chi phí cho công trình này dự kiến khoảng 43 tỉ MYR. Dự án này đòi hỏi phải xây mới một đường ray chuyên dụng cho phép đoàn tàu di chuyển với tốc độ ít nhất là 270 km/h. Nhà thầu MYHSR Corp sẽ chịu trách nhiệm điều phối dự án cho phần thi công cần thiết phía hành lang Malaysia, trong khi Cục Giao thông Đường bộ Singapore sẽ nhận thầu phía Singapore.

### Tiến độ dự án
- Ngày 19 tháng 07 năm 2016: Ký Biên bản ghi nhớ cho dự án Đường sắt cao tốc Kuala Lumpur-Singapore
- Tháng 08 năm 2016: Singapore mời thầu nghiên cứu kỹ thuật, Singapore-Malaysia cùng trả thầu cho Đối tác Phát triển Chung (Joint Development Partner)
- Ngày 13 tháng 12 năm 2016: Thỏa thuận song phương được ký kết
- Cuối năm 2017: Công trình dân dụng và gọi thầu các đơn vị tư nhân tham gia giám sát thiết bị đường sắt
- Từ năm 2018 tới năm 2025: Xây dựng
- Cuối năm 2023: Mời thầu đơn vị vận hành quốc tế và quốc nội
- Từ năm 2024 tới năm 2026: Kiểm định và nghiệm thu
- Trước ngày 31 tháng 12 năm 2026: Bắt đầu vận hành

### Nhà ga
Ngày 22 tháng 10 năm 2014, Chủ tịch Ủy ban Giao thông công cộng Đường bộ Syed Hamid Albar thông báo các ga ở địa phận Malaysia.
Về phía chính quyền Singapore, ngày 05 tháng 05 năm 2015, Đông Jurong được chọn làm ga cuối trên đất Singapore. Jurong Country Club, đơn vị hiện đang sử dụng khu đất này, sẽ phải bàn giao mặt bằng trước tháng 11 năm 2016.
| Mã nhà ga | Tên nhà ga      | Địa điểm                  | Express Stops | Shuttle Stops | Domestic Stops | Ghi chú |
| KL        | Kuala Lumpur    | Bandar Malaysia           | ●             |               | ●              | Văn phòng Hải quan, Di cư và Kiểm dịch (Customs, Immigration and Quarantine, viết tắt: CIQ) cũng được đặt tại đây. Hành khách xuyên quốc gia cần phải phải làm thủ tục thông quan được thực hiện bởi các cơ quan hữu quan của cả hai nước trước thời điểm khởi hành. Nhà ga này cũng là điểm dừng của tuyến MRT Sungai Buloh-Serdang-Putrajaya Line đang xây dựng và tuyến MRT Circle Line đang được đề xuất. |
| PU        | Putrajaya       | Kampung Abu Bakar Baginda |               |               | ●              | Cũng là điểm dừng của tuyến Putrajaya Monorail đang được đề xuất. |
| SE        | Seremban        | Labu                      |               |               | ●              | Cũng là điểm dừng của tuyến KTM Seremban Line và KTM ETS. |
| AK        | Ayer Keroh      | Ayer Keroh, Melaka        |               |               | ●              | |
| MU        | Muar            | Bandar Universiti Pagoh   |               |               | ●              | |
| BP        | Batu Pahat      | Pura Kencana, Sri Gading  |               |               | ●              | |
| IP        | Iskandar Puteri | Gerbang Nusajaya          |               | ●             | ●              | Văn phòng Hải quan, Di cư và Kiểm dịch (Customs, Immigration and Quarantine, viết tắt: CIQ) cũng được đặt tại đây. Hành khách xuyên quốc gia cần phải phải làm thủ tục thông quan được thực hiện bởi các cơ quan hữu quan của cả hai nước tại trước thời điểm khởi hành. |
| SG        | Singapore       | Đông Jurong               | ●             | ●             |                | The co-located Customs, Immigration and Quarantine (CIQ) facilities will be located here. international-bound passengers will need to undergo CIQ clearance by both countries' authorities only at the point of departure. Nhà ga này cũng là điểm dừng của các tuyến North South MRT Line, East West MRT Line và tuyến Jurong Region MRT Line đang được đề xuất.                                             |